# All Systems Go (Album)
All Systems Go ist das 1988 veröffentlichte zweite Studioalbum der US-amerikanischen Glam-Metal-Band Vinnie Vincent Invasion, die von dem ehemaligen Kiss-Gitarristen Vinnie Vincent gegründet worden war. Es ist das letzte Album der Band, die ursprünglich einen Plattenvertrag über acht Alben besessen hatte. Chrysalis Records kündigte den Vertrag 1989.

## Hintergrund
Vinnie Vincent hatte mit seiner 1985 gegründeten Band ein Jahr später das Debütalbum der Gruppe veröffentlicht, das mit Sänger Robert Fleischmann (Ex-Journey) aufgenommen worden war. Fleischmann verließ die Band unmittelbar nach der Veröffentlichung des Albums und wurde durch Mark Slaughter ersetzt, der auch schon im Videoclip zur Single Boyz Are Gonna Rock zu sehen war, wo er zu Robert Fleischmanns Gesangsspur die Lippen bewegte. Das Debütalbum der Gruppe erreichte Platz 64 der Billboard 200 Charts und hielt sich dort 14 Wochen.
Für das zweite Album schrieb Vincent alle Songs selbst. Der Titel Love Kills wurde für den Soundtrack von A Nightmare on Elm Street 4 - The Dream Master zur Verfügung gestellt. Als Promo-Single wurde der Titel Ashes to Ashes veröffentlicht; ein Videoclip wurde für das Lied That Time of Year produziert. Auch Love Kills wurde ausgekoppelt und war letztlich die einzige tatsächliche Single des Albums; zu dem Lied wurde ebenfalls ein Videoclip gedreht, der Vinnie Vincent mit den typischen Freddie-Kruger-Requisiten (Rasiermesserhandschuh, Sweatshirt und Hut) zeigte.
Die Plattenfirma und das Management der Band bemühten sich zu dieser Zeit, das Image der Band zu verändern: Es wurde beschlossen, zukünftig Mark Slaughter die Interviews führen zu lassen, in einem Brief wurde die Presse gebeten, grundsätzlich Fotos der Band oder aller Einzelmitglieder abzudrucken, und es wurde versucht, die Band zukünftig als The Invasion zu präsentieren. Dies alles diente dem Zweck, die Gruppe als Einheit darzustellen und deutlich zu machen, dass die übrigen Mitglieder der Band nicht Vinnie Vincents Erfüllungsgehilfen waren.
Nach dem Erscheinen des Longplayers ging die Gruppe im Juli 1988 auf Tournee, trennte sich jedoch nach dem Konzert im Celebrity Theatre in Anaheim am 26. August 1988.

## Titelliste
1. 5:04 – Ashes to Ashes (Vincent)
2. 3:39 – Dirty Rhythm (Vincent)
3. 5:35 – Love Kills (Vincent)
4. 3:31 – Naughty, Naughty (Vincent)
5. 4:38 – Burn (Vincent)
6. 5:32 – Let Freedom Rock (Vincent)
7. 4:43 – That Time of Year (Vincent)
8. 4:11 – Heavy Pettin’ (Vincent)
9. 4:33 – Ecstacy (Vincent)
10. 3:57 – Deeper and Deeper (Vincent)
11. 4:05 – Breakout (Vincent)

Bonus-Tracks der CD-Version:
1. 2:01 – The Meltdown  Instrumental (Vincent)
2. 4:07 – Ya Know' I’m Pretty Shot  Instrumental (Vincent)

## Rezeption
Wie das Debütalbum erreichte All Systems Go Platz 64 der Billboard 200 und konnte sich 16 Wochen in den Charts halten.
Götz Kühnemund vom Magazin Rock Hard schrieb über All Systems Go, das Debütalbum habe „noch sehr vielversprechende und vor allem originelle Ansätze“ gezeigt, doch mit All Systems Go machten „Vinnie und seine Freunde keine zwei Jahre später genau das“, was nach Kühnemunds Auffassung zu dieser Zeit „scheinbar alle“ machten: „Sie kopieren Led Zeppelin“. Die Band tue dies zwar „längst nicht so offensichtlich wie beispielsweise Kingdom Come“, aber leider auch nicht so gut. Das Lied Ashes To Ashes basiere „ganz klar“ auf dem Klassiker Immigrant Song, erreiche „dessen Klasse aber (natürlich) bei weitem“ nicht. Danach werde es „noch flacher und ideenloser“ - Stücke wie Love Kills bekämen „inzwischen selbst Poison auf die Reihe.“ Ein Pluspunkt sei „die gelungene Produktion“, die All Systems Go als „Hintergrundmusik vertretbar erscheinen“ lasse.
Metal Hammer schrieb, Vincent präsentiere auf dem Album „eine kernige Mischung aus Balladen und knallharten Songs.“ Die elf Songs der Langrille könnten sich „produktionstechnisch sehen lassen.“ Vinnie Vincent mache „einmal mehr deutlich, daß er auf der Gitarre nicht nur herumzocken“ könne, sondern „das Handwerk der gefühlvollen Ton- und Soundsetzung von der Pike auf“ beherrsche. Songs wie Ashes To Ashes oder Dirty Rhythm sind sehr gut arrangiert und gehen gut ab. Der Gesang erinnere „den geschockten Hörer“ im ersten Moment „an eine kastrierte Version von Udo Dirkschneider. Aber auch nach zähem Aussitzen und wiederholtem Durchhören“ wollten „die Trommelfelle nicht das rechte Hörerglück aufkommen lassen.“ Trotz dieses „vocaltechnischen Fehlgriffs“ dürfe Vinnie Vincent „der Erfolg in den Staaten sicher sein.“ Welches Schicksal „seinem neuen Vinyl in good old Germany beschieden sein werde,“ bleibe abzuwarten.
Das Magazin Musikexpress meinte, All Systems Go biete „das alte Lied in neuer Auflage:“ Da halte einer „eine Gitarre in den Händen,“ klettere „den Hals rauf und runter“ und bilde sich dabei ein, er könne „mit seinem kleinkarierten Zauber die Welt aus den Angeln heben. Wie ein Berserker“ furche Vincent durch die Songs, er sei immer bestrebt, sich „einen Platz im Panoptikum der Saitenakrobaten“ zu sichern. Er leide „noch immer unter dem Yngwie-Syndrom,“ das da heiße: alle und alles für eine Gitarre. Dazu geselle sich „jener strenge Led Zep-Sound- und Drum-Geruch, der vor allem in Ashes To Ashes und Dirty Rhythm jede Eigeninitiative erbarmungslos“ zuschütte. „Übertriebene Virtuosität auf der einen und mangelhaftes Material auf der anderen Seite“ seien nicht das Holz, aus dem weltbewegende Hardrock-Alben geschnitzt seien.